# École supérieure d'organisation professionnelle
 (novembre 2023).
L'article doit être relu — et modifié si nécessaire — par des contributeurs indépendants pour apporter un regard critique aux contributions effectuées en violation des conditions d'utilisation de Wikipédia, tant sur la forme (notamment concernant le style encyclopédique, la proportionnalité) que sur le fond (la neutralité de point de vue, la qualité et l'indépendance des sources).
Vous pouvez aider à l'améliorer ou bien discuter des problèmes sur sa page de discussion.
- Il ne cite pas suffisamment ses sources. Vous pouvez indiquer les passages à sourcer avec {{référence nécessaire}} ou {{Référence souhaitée}}, et inclure les références utiles en les liant aux notes de bas de page. (Marqué depuis novembre 2023)
- Son texte doit être wikifié : il ne correspond pas à la mise en forme Wikipédia (style, typographie, liens internes, liens entre les wikis, etc.). (Marqué depuis novembre 2023)
- Les conventions bibliographiques ne sont pas respectées. La bibliographie et les liens externes sont à corriger. (Marqué depuis novembre 2023)
- Il n’est pas rédigé dans un style encyclopédique. (Marqué depuis novembre 2023)

- Archive Wikiwix
- Bing
- Cairn
- DuckDuckGo
- E. Universalis
- Gallica
- Google
- G. Books
- G. News
- G. Scholar
- Persée
- Qwant
- (zh) Baidu
- (ru) Yandex
- (wd) trouver des œuvres sur Wikidata

L'École supérieure d'organisation professionnelle est une institution française.
Elle est créée en 1937 sous le premier nom de École d'application des collaborateurs et secrétaires de syndicats patronaux à l'instigation du Comité central de l'organisation professionnelle avec le soutien moral et financier de la Confédération générale du patronat français.
Elle est l'ancêtre de l’ENOES, école aux statuts associatifs qui forme des professionnels de la comptabilité et de l'audit.,

## Contexte historique
En juillet 1936, dans le contexte du Front populaire, quelques hommes - universitaires, experts, théoriciens - fondent le Comité central des organisations professionnelles (CCOP). Pour eux, entre le libéralisme marqué par la Grande Dépression de 1929 et l’hyper-étatisme de l’URSS, il existe une troisième voie, celle dite de «l’organisation professionnelle». Leur idée est de donner les moyens à chaque profession de s’organiser, de développer des syndicats professionnels, de maîtriser en son sein des relations de collaboration entre salariés et patrons et, enfin, de se doter d’instruments de liaisons interprofessionnels. Ils sont mus par l’idéal corporatiste, un marqueur très fort de la fin des années 1920, début des années 1930.
Le CCOP (Comité central des organisations professionnelles) est alors une sorte de «think tank». Beaucoup de grands patrons et de grands intellectuels de l’époque en furent membres. Ce comité cherche à organiser "la profession par la profession" et décide de créer une école proposant un enseignement complémentaire à ceux qui se destinent au syndicat patronal puis, sous le régime de Vichy, aux dirigeants des comités d'organisation et de l'Office central de répartition des produits industriels. 
En 1941, sous l'impulsion de Georges Lutfalla, cette école devient l'École Supérieure d'Organisation Professionnelle (ESOP) puis, en 1944, elle prend le nom d'Ecole Nationale d'Organisation Professionnelle.

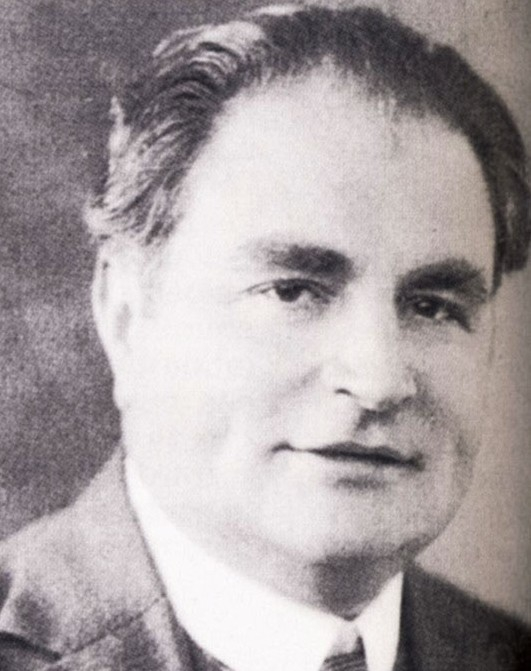
Auguste Detoeuf

## Création et fondation
L’école naît dans les locaux du CCOP au 23 de la rue Chauchat dans le 9e arrondissement de Paris.
Le 16 novembre 1937, les fondateurs du CCOP décident de créer, avec l’appui moral et financier de la Confédération générale du patronat français (CGPF), «l’École d’application des secrétaires et collaborateurs des syndicats patronaux».Celle-ci est fondée par Roger-Jean GAULON, directeur général du CCOP, et dépend de la section dite de l’organisation syndicale du CCOP, dirigée par Auguste Detoeuf.
L’école est connue sous le nom d’École d’organisation professionnelle (EOP).
Son ambition est de mettre en place un enseignement concret à destination de deux publics : des étudiants diplômés du juridique ou d’écoles scientifiques, désireux de se consacrer à des tâches d’organisation professionnelle et des salariés expérimentés dans la direction et le contrôle des organisations, souhaitant renforcer leur culture générale.
L’école ouvre ses portes avec un cycle de conférences hebdomadaires données à 18h15, heure à laquelle les salariés – directeurs d’entreprises, de groupements, cadres des syndicats professionnels et des ententes – peuvent y assister.
Les intervenants sont des dirigeants de syndicats professionnels, des industriels, des hauts fonctionnaires de l’État et des professeurs d’enseignement supérieur.
L'école a pour but de donner aux élèves un "complément de formation, s'inspirant uniquement des véritables besoins pratiques des organismes syndicaux". Elle est dirigée en 1938 par Robert Buron.
L’école grandit et déménage au 31, avenue Pierre-Ier-de-Serbie dans le 16e arrondissement de Paris.
Les conférences s’y entrecroisent avec des cours et des travaux pratiques destinés aux étudiants. L’EOP a mis en place un système de stages à réaliser dans des groupements patronaux afin de donner un caractère pratique à l’enseignement.
En septembre 1939, la très grande majorité des adhérents du CCOP est mobilisée. L’école ferme ses portes.
Elle les rouvrira en novembre 1940, en plein conflit planétaire, la Seconde Guerre mondiale.

## De l'EOP à l'ESOP

Règlement de l'ESOP

En instituant les Comités d’organisation (C-O) par la loi du 16 août 1940, le régime de Vichy fait de l’organisation professionnelle une pièce maîtresse de sa politique.
Cette loi suivie d'un décret d'avril 1941 rattachent l'EOP au Centre d'information interprofessionnel (CII), fondé en 1941 par Pierre Pucheu, secrétaire d'État à la production industrielle. Le CII est l'organe de liaison et de documentation des comités d'organisation (C-O). Ses statuts sont signés en juillet 1941 par Jean Bichelonne, alors commissaire du gouvernement auprès du CII, et par les dirigeants du CII (Antoine de Tavernost, Gérard Bardet et Robert Weinmann).
On retrouve plusieurs des professeurs de l'EOP ou des membres du CCOP dans les comités de Vichy : Maurice Olivier à la fonderie, Auguste Detœuf à la construction électrique, Roger-Jean Gaulon au cuir, Robert Buron au cinéma, etc.
Eu égard à l’évolution contextuelle, l'école est rebaptisée École supérieure d’organisation professionnelle (ESOP) et s’installe au 62, rue de Miromesnil où elle se trouve encore aujourd’hui !
La voici désormais chargée de « compléter et adapter les connaissances théoriques et pratiques des candidats aux fonctions de direction d’administration ou de contrôle, dans les comités d’organisation et les organismes professionnels publics et privés »,,.
Cours et conférences portent alors sur la conduite des entreprises, l’administration des organismes professionnels – publics et privés – et préparent à l’étude de l’organisation économique et du fonctionnement des services de direction et de contrôle,(OCLC 77653913)
Sur un plan plus conceptuel, la véritable mission de l’école est de former des « économistes d’action », à savoir des économistes de haut niveau, pas seulement théoriciens mais très ancrés dans la réalité, qui seront appelés à de hautes fonctions de direction. On parlerait sans doute aujourd’hui d’école supérieure de management.
Pour former de tels hommes, l’école s’organise en deux sections, celle dite de production industrielle et celle de contrôle comptable, créée en juillet 1941. Cette répartition correspond aux « caractères d’une organisation professionnelle rationnelle ».
Robert Buron est le directeur des travaux pratiques de la production industrielle et Paul Caujolle, celui du contrôle comptable.

## L'école dans la guerre
L'école est dirigée par Achille Dauphin-Meunier de 1941 à 1945.
La création de l’Ordre national des experts-comptables en avril 1942 induit une nouvelle donne. À la suite de la promulgation de la loi réglementant la profession d’expert-comptable, un décret d’avril 1942 crée un nouveau diplôme d’expert-comptable. L’école adapte sa formation. Le candidat doit passer un examen avec dissertation, soutenir un mémoire d’expertise comptable et suivre cinq ans de stage pratique.
L’organisation des examens et leur préparation relèvent désormais du conseil national de l’Ordre soutenu par les conseils régionaux.
Seule en France à préparer alors à la profession d’expert-comptable, la section du contrôle comptable est adoubée par l’Ordre, lequel alloue une subvention à l’école. Une chaire d’expertise comptable voit le jour.
Elle est confiée à Maurice Aydalot, futur premier président de la Cour de cassation.
À partir de 1942, le rôle de la section de contrôle comptable est donc de former les membres du conseil supérieur de l’Ordre national des experts-comptables, les agents financiers des Comités d’organisation, les directeurs et inspecteurs des Banques populaires (avec lesquelles un accord a été passé), les directeurs comptables et les commissaires de sociétés. Pour ces derniers, les liens étroits avec le ministère ouvrent les portes d’une reconnaissance officielle qui vaut à l’école, dès le 15 octobre 1942, de figurer sur la liste des enseignements reconnus par l’État pour exercer les fonctions de commissaires de sociétés.
L’école est alors rattachée au ministère de la Production industrielle.

Profil des étudiants du CESOP in La formation des techniciens de l'Organisation professionnelle, publié par l'ESOP en 1944. p. 59

## Les CESOP
En 1941, avec l’accord du Comité central d’assistance aux prisonniers de guerre, la direction de l’école s’attache à préparer les prisonniers de guerre au rôle qu’ils auront à jouer dans la reconstruction de la France. Il faut agir rapidement et dans les camps de captivité eux-mêmes.
La direction de l’école se rend en Allemagne pour voir comment envisager la formation des experts-comptables parmi les prisonniers de guerre. Une première section de l’ESOP, appelée CESOP (Centre d’études supérieures d’organisation professionnelle), est mise en place à l’Oflag IV D (camp des officiers) situé à Elsterhorst en Silésie. Ce camp compte déjà 250 enseignants, des salles d’études, trois facultés, un institut de médecine, un institut agricole et un groupement d’études coloniales. Le niveau des étudiants est très élevé. L’ESOP l’alimente en documents et en livres, rassemblés avec le soutien de la Commission d’aide intellectuelle aux prisonniers de guerre.
Des actions de promotion du métier ont lieu sur place. Elles sont couronnées de succès. L’ESOP ouvrira des sections dans près d’une vingtaine de camps, Oflag (officiers) et Stalag (soldats). En 1943, 563 étudiants déclarent leur intention de s’orienter vers l’expertise comptable. Près de 400 sont inscrits comme stagiaires sur les tableaux de l’Ordre. Dès février, un jury d’examen a été institué pour faire passer les épreuves sur place.
Ainsi l’école traverse-t-elle la guerre, développant sa pédagogie, formant les cadres des comités d’organisation, les commissaires aux comptes, les experts-comptables et toute une myriade de métiers techniques et d’encadrement dont l’économie a alors besoin.
Pour former des promotions rapidement opérationnelles, la scolarité de la section production industrielle a exceptionnellement été réduite à un an et les chaires d’enseignement adaptées.
En 1942, l’école est reconnue par l’État.
Georges Lutfalla, futur président de l’école, anime une chaire d’économie du risque. À la demande du secrétaire d’État à l’Économie nationale, l’ESOP est en outre affectée à la formation professionnelle des statisticiens. Pour cela elle s’adjoint les services du démographe Alfred SAUVY, lequel contribue à la formation des administrateurs de troisième classe, des élèves administrateurs du service national des statistiques ou des statisticiens à l’OCRPI.
Parmi les enseignants de renom présents à l’ESOP à l’époque, on citera, notamment, l’économiste et journaliste Bertrand de JOUVENEL et les professeurs de droit Henry LAUFENBURGER et Maurice PATIN.
À cette époque, l’ESOP publie un nombre important d’ouvrages et que l’on trouve encore dans les bibliothèques du monde entier. Une recherche sur le site Worldcat en atteste.
Nombreux sont les journaux d’alors à faire connaître l’activité de l’école notamment en publiant les extraits de cours ou des comptes rendus de conférences. L’école est bien atypique pour l’époque !

## Résistance et Libération
Pendant cette période historique complexe, l’école réunit des personnalités multiples, sympathisantes ou opposées au régime de Vichy, germanophobes pour certaines, collaboratrices ou résistantes.
Robert Buron est, pendant la guerre, membre de l’Organisation civile et militaire (OCM), un mouvement de résistance patronal très actif, dont le responsable de la propagande est Jacques Rebeyrol, un de ses proches amis. L’ESOP est alors, pour le mouvement, un lieu et un vivier d’échanges et de rencontres.
"C’était l’époque curieuse, où l’école, inféodée aux ordres de Vichy, régie par des militants de la foi officielle de l’époque, comptait en son sein une majorité de résistants qui se rencontraient là plus facilement qu’ailleurs. Avec Jacques Rebeyrol, mon vieil ami, avec l’ami Gabriel Ferrier et quelques autres nous complotions dans les couloirs.
C’était pour l’OCM un lieu de rencontre aisé et c’est ce qui a permis à l’école, à la Libération, d’être prise en main par le corps des professeurs résistants, très simplement, facilement et sympathiquement." Robert BURON

## Après-guerre: l'ENOES

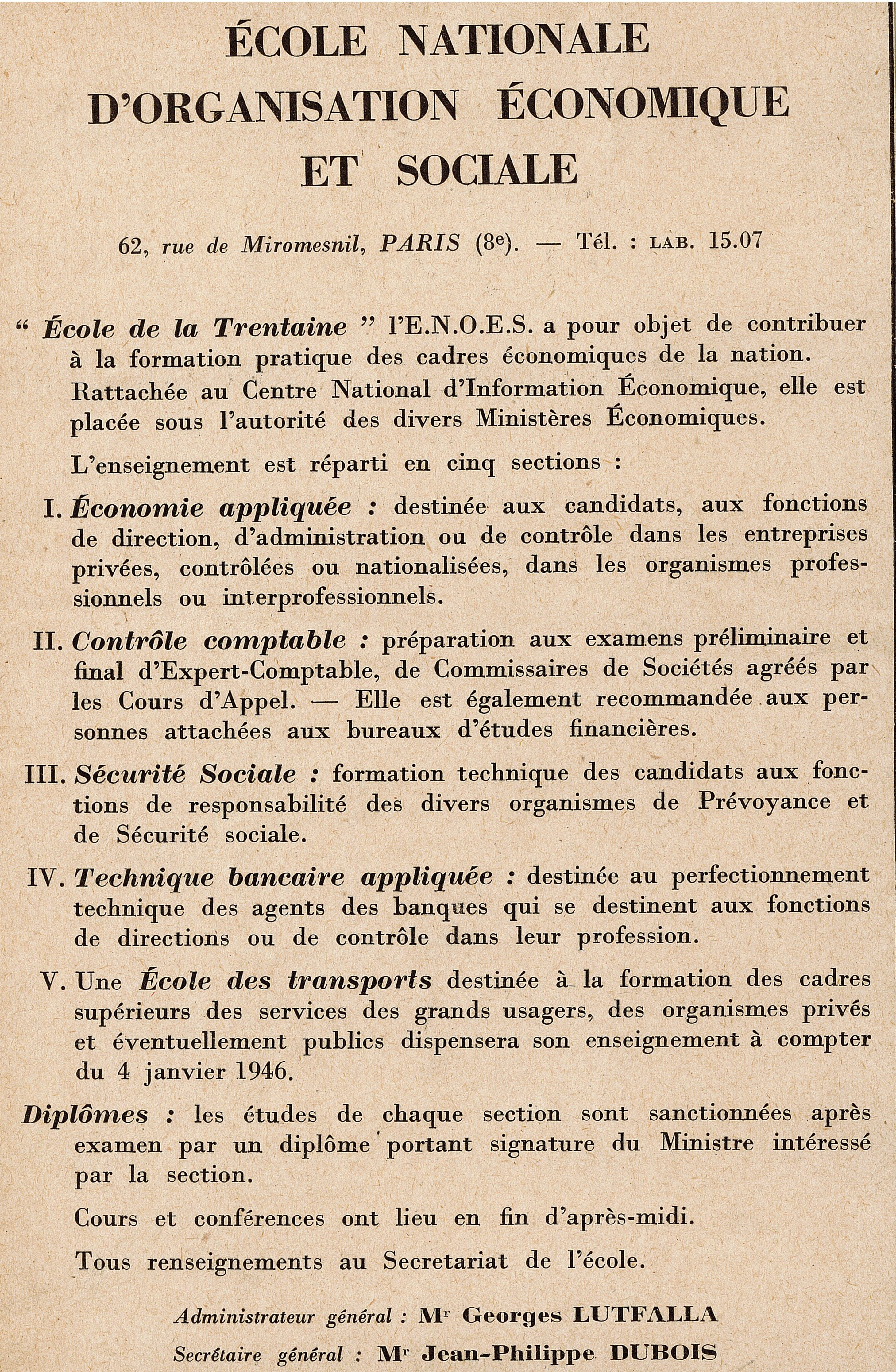
Publicité pour l'Enoes parue dans la presse en 1945

Dévolution des biens du CNIE à l'association qui gère l'école

Robert BURON réorganise l’école avec quelques autres hommes tels que Jean Cambournac, Georges Lutfalla, Gaël Fain, Jean-Philippe Dubois, Bernard Chenot ou Gabriel Ferrier, tous anciens élèves ou enseignants, .
Par arrêté du 27 janvier 1945 du ministre de la Production industrielle, l’école tourne la page des organisations professionnelles et prend le nom d'École nationale d’organisation économique et sociale (Enoes).
Elle est rattachée au ministère de l’Économie nationale. Georges Luftalla, alors PDG des compagnies d’assurance « La Nationale » et membre du Conseil économique, en prend la présidence.

## 1948, la naissance de l'association
En 1948, la dissolution du Centre national d’information économique - CNIE (précédemment Centre d’information inter professionnel-CII), qui chapeautait l'école depuis 1941, implique sa disparition. Une solution d’urgence s’impose.
Le 29 novembre 1948, Georges Lutfalla crée l’association de gestion de l’Enoes et Robert Buron, alors secrétaire d’État aux Affaires économiques, signe l’arrêté qui promulgue la dévolution du titre et des biens de l’école du CNIE à l’association de gestion de l’Enoes. (voir texte officiel à droite).
Désormais indépendante, elle reprend les biens du CNIE, parmi lesquels le bail d'une partie de l'immeuble situé 62, rue de Miromesnil Paris 8e, où l’école se trouve encore aujourd’hui.
L’association de gestion est composée de quarante-cinq membres. Certains d’entre eux siègent dans les différents organes de l’école tels que le comité directeur ou le conseil des études.

Logo multicolore de l'école

## Les années 1950
En tant qu’établissement d’enseignement libre, l’Enoes ne peut prétendre au qualificatif de national, réservé aux institutions d’État. En 1953, il lui faut changer de nom. Enoes signifiera désormais École nouvelle (et non plus nationale) d’organisation économique et sociale.
Après guerre, l’Enoes ouvre de plusieurs sections. Entre l’enseignement à distance et l’enseignement sur place, elle forme de 600 à 1 200 élèves dans les différents niveaux. De très loin, la section de contrôle comptable, adoubée par l’Ordre des experts-comptables, est la plus importante : elle compte 1 039 élèves en 1948.
L’économie appliquée (ex-production industrielle), qui a été la base motrice de l’Enoes, ne forme que 62 élèves. Il faut ajouter à cela deux autres sections, celle des transports (ouverte en 1945) et celle de la Mutualité agricole avec 102 élèves.
Toutes les sections n’auront pas le même succès. C’est en 1957 que l’association de gestion de l’Enoes acquiert sa forme actuelle, avec trois centres d’études : 
- celui des experts-comptables et commissaires aux comptes, 
- l’EST (École Supérieure des Transports),
- le Centre de perfectionnement aux fonctions du personnel (CPFP), qui devient ensuite Enoes RH (créée en lien avec l’Association nationale des directeurs et chefs de personnel - ANDCP en 1956).
L’Enoes crée son premier logo pour son 50e anniversaire puis le modifie au début des années 1990.

## Liste des directeurs de l'école
- Roger-Jean Gaulon (1937),
- Robert Buron (1938-1941),

Jacques Desmyttere (1911-1982)

- Achille Dauphin-Meunier (1941-1945),
- Georges Lutfalla (1945-1964),
- Robert Buron (1964-1973),
- Jacques Desmyttere (1973-1982),
- Jean Cambournac (1982-1987),
- Michel Frybourg (1987-2000),
- Alain Dorison (2000),
- Pierre Gobbi (2001-2003),
- Jean-Louis Coudrillier (2004-2007),
- Gilles de Courcel (2007-2012),
- Jean-Louis Coudrillier (2012-).

## Anciens élèves
- Rostilav Donn, créateur de l'amicale des anciens élèves
- Joseph Garat
- Michel de Saint Pierre

## Professeurs
- Maurice Aydalot
- Jean Bichelonne
- Germain Brulliard
- Robert Buron, directeur de l'école en 1938
- Robert Catherine
- Pierre Cauboue
- Henri Culmann
- Achille Dauphin-Meunier, directeur de l'école en 1941
- Auguste Detœuf
- Hyacinthe Dubreuil
- Claude-Joseph Gignoux
- Georges Hoog
- Georges Izard
- Bertrand de Jouvenel
- Louis Lair
- Daniel Laroche
- Henry Laufenburger
- René Maulnier
- Jean Rault
- Fernand Samson
- Alfred Sauvy
- Jules Verger